# Частари (гміна)
Гміна Частари (пол. Gmina Czastary) — сільська гміна у центральній Польщі. Належить до Верушовського повіту Лодзинського воєводства.
Станом на 31 грудня 2011 у гміні проживало 3983 особи.

## Площа
Згідно з даними за 2007 рік площа гміни становила 62.67 км², у тому числі:
- орні землі: 72.00%
- ліси: 22.00%

Таким чином, площа гміни становить 10.88% площі повіту.

## Населення
Станом на 31 грудня 2011:
| Опис     | Загалом | Загалом | Чоловіки | Чоловіки | Жінки | Жінки |
| -------- | ------- | ------- | -------- | -------- | ----- | ----- |
| одиниця  | осіб    | %       | осіб     | %        | осіб  | %     |
| все      | 3983    | 100     | 1979     | 49.69    | 2004  | 50.31 |
| міське   | 0       | 100     | 0        |          | 0     |       |
| сільське | 3983    | 100     | 1979     | 49.69    | 2004  | 50.31 |

## Сусідні гміни
Гміна Частари межує з такими гмінами: Біла, Болеславець, Верушув, Лубніце, Сокольники.